# Nowy Wiendaraż
Nowy Wiendaraż (biał. Новы Вендараж; ros. Новый Вендорож) – wieś na Białorusi, w obwodzie mohylewskim, w rejonie mohylewskim, w sielsowiecie Wiendaraż.